# Коту
Коту (kotthu) је популарно улично јело са Шри Ланке које чини исецкани роти, поврће, јаја, месо и зачини. Буквално преведено значи исецкан. Истиче се љутошћу и заситношћу. Ако га неко други припрема, потрошач сам бира врсту и количину састојака. Коту може да буде са ћуретином, телетином, говедином, вегетаријански и слично. Коту се ради своје популарности често зове и шриланкански хамбургер. Као јело допадно за заједничке породичне вечере је постао популаран у северноамеричким градовима као што су Торонто и Њујорк.